# Richard Stanley
Richard Stanley (Fish Hoek, Sudáfrica, 22 de noviembre de 1966) es un director, productor y guionista sudafricano.

## Trayectoria
Inicialmente fue director de vídeos musicales, colaborando con agrupaciones como Fields of the Nephilim, Public Image Limited y Renegade Soundwave. Su primera película de larga duración fue Hardware (1990), un filme post-apocalíptico que contó con la participación de los músicos Iggy Pop, Carl McCoy, Lemmy y la agrupación Gwar.
En 1996 fue nombrado director de una nueva adaptación de la novela La isla del doctor Moreau de H. G. Wells, pero debido a algunos inconvenientes en el rodaje abandonó su cargo y fue reemplazado por el director John Frankenheimer.
Actualmente reside en Montségur, Francia.

## Filmografía
- Rites of Passage (1983) - cortometraje
- Incidents in an Expanding Universe (1985) - cortometraje; guionista-director
- In a Season of Soft Rains (1986) - cortometraje; guionista-director
- Voice of the Moon (1990) - documental; guionista-director
- Hardware (1990) - guionista-director
- Dust Devil (1992) - guionista-director
- Fields of the Nephilim: Revelations (1993) (segmentos: "Preacher Man" y "Blue Water")
- Brave (1994) - director
- The Island of Dr. Moreau (1996) - coguionista
- The Secret Glory (2001) - guionista-director
- The White Darkness (2002) - guionista-director
- Children of the Kingdom (2003) - guionista-director
- The Sea of Perdition (2006) - guionista-director
- The Abandoned (2006) - coguionista
- Black Tulips (2008) - guionista-director
- Imago Mortis (2009) - coguionista
- The Theatre Bizarre (2011) - guionista-director
- L'autre Monde (2012)  - documental; director
- Jodorowsky's Dune (2013) - como él mismo
- Lost Soul: The Doomed Journey of Richard Stanley’s Island of Dr. Moreau (2014) - como él mismo
- Replace (2017) - coguionista
- Color Out of Space (2019) - guionista-director